# Home (court métrage)
Pour les articles homonymes, voir Home.
 (juillet 2025).
Pour plus de détails, voir Fiche technique et Distribution.
Home est un film d'animation de court métrage britannique réalisé par Anita Bruvere et sorti en 2019.

## Fiche technique
- Titre : Home
- Réalisation : Anita Bruvere
- Scénario : Angelina Karpovich
- Décors : Kristina Kovacs McGarrity
- Costumes :
- Animation : David McShane, Ewa Luczków et Anita Bruvere
- Photographie : Bertrand Rocourt
- Montage : Tine Lykke Jensen
- Musique : Anna Bauer
- Producteur : Ajay Arora
  - Producteur délégué : Michael Etherton et Judy Ironside
  - Producteur associé : Asher Tlalim et Angelina Karpovich
- Sociétés de production : Nodachi LTD
- Société de distribution :
- Pays d'origine :  Royaume-Uni
- Langue originale : muet
- Format : couleur
- Genre : Animation
- Durée : 7 minutes et 51 secondes
- Dates de sortie :
  - Royaume-Uni : 11 novembre 2019 (UKJFF, Londres)
  - France : 15 juin 2020 (Annecy 2020)

## Distinctions
- 2020 : Prix de la meilleure musique originale, avec le soutien de la SACEM au festival international du film d'animation d'Annecy